# ArcheAge
ArcheAge fue un videojuego de rol multijugador masivo en línea (MMORPG) ambientado en un mundo de fantasía, desarrollado por la empresa coreana XLGames y publicado en Europa por Trion Worlds.

## Historia
En 2009, XLGames formalizó su MMORPG ArcheAge (anteriormente conocido como Proyecto X2), que originalmente utilizaba CryENGINE 2. El desarrollo del juego comenzó en 2006 y en 2007 XLGames adquiere la licencia de CryENGINE 2. La primera beta cerrada tuvo lugar en junio de 2010, en Corea del Sur. Otra beta se llevó a cabo a finales de 2010, y a finales de 2012 tuvieron lugar 5 betas cerradas. En última instancia, el juego ha sido modificado para utilizar CryENGINE 3, un motor que ha evolucionado para satisfacer mejor las necesidades de un MMORPG. Sin embargo, el uso de CryENGINE 3 en ArcheAge se limita a las animaciones, los gráficos y las físicas, algunos subsistemas continúan utilizando elementos de CryENGINE 2.
El 25 de abril de 2024, Kakao Games anunció que los servidores de Archeage en América del Norte y Europa cerrarán a partir del 27 de junio de 2024.

## Jugabilidad
El juego es una especie de sandbox, donde el que jugador es completamente libre de elegir qué quiere hacer y cómo quiere hacerlo.
Gracias a la elección de este modo, se pueden realizar más actividades de las que se podría hacer en un MMORPG tradicional. Un claro ejemplo de esto es la posibilidad de tener granjas, casas y barcos propios. La importancia de las granjas es elevada, puesto que los recursos que se obtienen de ellas pueden ser cambiados por otros.

## Clases
En ArcheAge la elección de clases es muy variada. Pueden elegirse tres ramas diferentes para crear una clase al gusto del jugador. Las ramas de habilidades son:
- Archery
- Auramancy
- Battlerage
- Defense
- Occultism
- Shadowplay
- Songcraft
- Sorcery
- Vitalism
- Witchcraft
- Malediction

La combinación de estas dan lugar a una clase diferente. Gracias a esto existen más de 100 clases diferentes dentro del juego.